# Буко Исаев
Буко Исаев е български психолог, един от пионерите на фройдизма в България.
Роден е в град Казанлък. Завършва педагогическо училище, а впоследствие и Юридически факултет на Софийския университет. По-късно завършва факултета по държавни науки към Виенския университет. Започва да работи във Фройдовския психоаналитичен институт. Известно време работи като адвокат. Исаев е изнася над 400 лекции за разпространението на фройдизма. Буко Исаев се стреми да приложи идеите на Фройд към личностите на Ницше, Толстой и самият Фройд.

## Творчество
- Въведение в психоанализата на Фройд, Печатница Т. Ф. Чипев (1930)
- Фройд, Ницше, Толстой (1931)